# Carlo Recalcati
Carlo Recalcati (ur. 11 września 1945 w Mediolanie) – włoski koszykarz, grający na pozycji rzucającego obrońcy lub niskiego skrzydłowego, reprezentant kraju, olimpijczyk, trener.
Jeden z najbardziej utytułowanych ludzi w historii włoskiej koszykówki. Jako zawodnik reprezentował barwy Pallacanestro Cantù (dwukrotny mistrz Włoch, trzykrotny zdobywca Europejskiego Pucharu Zdobywców Pucharów, trzykrotny zdobywca Pucharu Koracia, zdobywca Pucharu Interkontynentalnego) oraz Pallacanestro Parma. Z reprezentacją Włoch U-18 zajął 3. miejsce na mistrzostwach Europy U-18 1964, natomiast z seniorską reprezentacją Włoch dwukrotnie uczestniczył w letnich igrzyskach olimpijskich (1968, 1976), dwukrotnie na mistrzostwach świata, czterokrotnie na mistrzostwach Europy, na których dwukrotnie zajął 3. miejsce (1971, 1975) oraz na igrzyskach śródziemnomorskich (1967 – srebrny medal).
Jako trener prowadził dwukrotnie Alpe Bergamo (awans do Serie A1), dwukrotnie Pallacanestro Cantù, Viola Reggio Calabria (awans do Serie A1), Aresium Milano, dwukrotnie Pallacanestro Varese (mistrz Włoch), Fortitudo Bolonia (mistrz Włoch), reprezentację Włoch (wicemistrzostwo olimpijskie, 3. miejsce na mistrzostwach Europy, złoty medal na igrzyskach śródziemnomorskich), Mens Sana Siena (mistrz Włoch, zdobywca Superpucharu Włoch), Sutor Montegranaro, Reyer Venezia oraz Auxilium Torino, a także był asystentem selekcjonera Gianmarco Pozzecco w reprezentacji Włoch.
Był także nagradzany indywidualnie: trzykrotnie Koszykarski Oscarem w kategorii Najlepszy Koszykarz, dwukrotnie Trofeum „Lunetta d'Oro”, dwukrotnie Trener Roku Serie A, laureat Nagrody Krajowej "Nico Messiny" (2019) oraz członek Galerii Sławy włoskiej koszykówki (2007). Był nagradzany odznaczeniami: Orderem Zasługi Republiki Włoskiej IV Klasy (2004) oraz Palmą za zasługi trenerskie (2019).

## Kariera
Carlo Recalcati w 1960 roku rozpoczął pracę w RadioMarelli. Następnie za namową trenerów Pallacanestro Cantù: Gianniego Corsoliniego i Arnaldo Taurisano przeniósł się do Cantù i tym samym rozpoczął karierę sportową. W 1962 roku przeniósł się do profesjonalnej drużyny klubu, jednocześnie studiując rachunkowość. W sezonie 1967/1968 zdobył pierwsze w swojej karierze mistrzostwo Włoch. Następnie po dołączeniu w 1969 roku do profesjonalnej drużyny Pierluigiego Marzoratiego tworzył z nim najlepszy duet we włoskiej koszykówce w latach 70. i odniósł następujące sukcesy: mistrzostwo Włoch (1975), czterokrotnie 3. miejsce w Serie A (1971–1974), trzykrotnie Europejski Puchar Zdobywców Pucharów (1977–1979), trzykrotnie Puchar Koracia (1973–1975) oraz Puchar Interkontynentalny 1975. Ponadto został trzykrotnie nagrodzony Koszykarski Oscarem w kategorii Najlepszy Koszykarz (1970, 1971, 1975), dwukrotnie Trofeum „Lunetta d'Oro” – trofeum dla najlepszego strzelca Serie A (1973, 1974). Z klubu odszedł po sezonie 1978/1979.
Następnie został zawodnikiem występującego w Serie B Pallacanestro Parma, w którym po sezonie 1980/1981 zakończył karierę sportową.

## Kariera reprezentacyjna
Carlo Recalcati z reprezentacją Włoch U-18 na mistrzostwach Europy U-18 1964 w Neapolu, na których rozegrał 4 mecze, zajął 3. miejsce.
W seniorskiej reprezentacji Włoch w latach 1967–1976 rozegrał 166 meczów, w których zdobył 1239 punktów (najwięcej punktów w jednym meczu: 32). Debiut zaliczył 13 maja 1967 roku w Neapolu w wygranym 58:57 meczu towarzyskim z reprezentacją Polski. Dwukrotnie uczestniczył w letnich igrzyskach olimpijskich (1968, 1976), dwukrotnie na mistrzostwach świata (1967, 1970), czterokrotnie na mistrzostwach Europy (1967, 1969, 1971 – 3. miejsce, 1975 – 3. miejsce) oraz na igrzyskach śródziemnomorskich 1967 w Tunisie, na których drużyna Azzurrich zdobyła srebrny medal. Ostatni mecz w reprezentacji Włoch rozegrał 27 lipca 1976 roku podczas turnieju olimpijskiego 1976 w Montrealu, w którym drużyna Azzurrich wygrała z reprezentacją Czechosłowacji 98:75 w meczu o 5. miejsce.

## Kariera trenerska

### Wczesna kariera
Carlo Recalcati po zakończeniu kariery sportowej rozpoczął karierę trenerską. W latach 1981–1984 trenował Alpe Bergamo, z którym w sezonie 1982/1983 awansował do Serie A1, a w latach 1984–1990 prowadził Pallacanestro Cantù.

### Rozwój kariery
W 1990 roku został trenerem Viola Reggio Calabria, z którym mając takich zawodników, jak m.in.: Roberto Bullara, Gustavo Tolotti, Ołeksandr Wołkow najpierw w sezonie 1991/1992 awansował do Serie A1, następnie w sezonie 1992/1993 zajął 6. miejsce w fazie zasadniczej, po czym awansował do fazy play-off, w której dotarł do ćwierćfinału, w którym przegrał rywalizację 2:1 z Benetton Treviso. Dzięki wynikom klub stał się ikoną Reggio di Calabria (o czym kibice pamiętali w 2004 roku, kiedy Recalcati przyjechał do miasta z reprezentacją Włoch na turniej przygotowawczy do igrzysk olimpijskich 2004 w Atenach, której był wówczas selekcjonerem; mieszkańcy przygotowali dla niego aplauz). Z klubu odszedł w 1995 roku, po czym w latach 1995–1996 prowadził Aresium Milano. W latach 1996–1997 ponownie trenował, występującego tym razem w Serie B Gaverinę Bergamo, z którą w sezonie 1996/1997 po przegranym 59:58 meczu z Pastą Baronia Avellino 29 maja 1997 roku w Ankonie nie awansował do Serie A1.
W latach 1997–1999 był trenerem Pallacanestro Varese, z którym w sezonie 1998/1999 najpierw dotarł do finału Pucharu Włoch, w którym 31 stycznia 1999 roku na PalaMalaguti w Casalecchio di Reno przegrał 65:63 z Kinder Bologna oraz zdobył mistrzostwo Włoch po wygranej rywalizacji 3:0 w finale z Benetton Treviso, dzięki czemu został Trenerem Roku Serie A.
W latach 1999–2001 prowadził Fortitudo Bolonia, z którym w sezonie 1999/2000 po wygranej rywalizacji 3:1 z Pallacanestro Treviso zdobył mistrzostwo Włoch.

### Reprezentacja Włoch i Mens Sana Siena
Recalcati 5 września 2001 roku zastąpił Bogdana Tanjevića selekcjonera reprezentacji Włoch. Z drużyną Azzurrich zajął 3. miejsce na mistrzostwach Europy 2003, po wygranej 69:67 w decydującym meczu z reprezentacją Francji, rozegranym 14 września 2003 roku na Stockholm Globe Arena w Sztokholmie, na turnieju olimpijskim 2004 w Atenach po niespodziewanej wygranej 100:91 z faworyzowaną reprezentacją Litwy w półfinale rozegranym 27 sierpnia 2004 roku na Olimpijskiej Hali Sportowej, awansował do finału, w którym 28 sierpnia 2004 roku na tym samym obiekcie drużyna Azzurrich przegrała 84:69 z reprezentacją Argentyny, zdobywając tym samym srebrny medal olimpijski, natomiast na igrzyskach śródziemnomorskich 2005 również w Atenach wygrała turniej po wygranej w rozegranym 3 lipca 2005 roku finale z reprezentacją Grecji 87:86. 21 listopada 2009 roku po serii niepowodzeń podał się do dymisji.
W międzyczasie w latach 2003–2006 prowadził Mens Sana Siena, z którym w sezonie 2003/2004 po wygranej 3:0 rywalizacji z Fortitudo Bologna zdobył mistrzostwo Włoch, zostając tym samym drugim po Valerio Bianchinim trenerem, który zdobył mistrzostwo Włoch z trzema różnymi klubami. Za wygranie rozgrywek został wybrany Trenerem Roku Serie A. 25 września 2004 roku zdobył Superpuchar Włoch po wygranym 85:77 meczu z Pallacanestro Treviso, rozegranym 25 września 2004 roku w Pala Mens Sana w Sienie.

### Schyłek kariery
29 czerwca 2010 roku po raz drugi został Cimberio Varese, z którym w sezonie 2010/2011 po raz pierwszy od sezonu 2006/2007 awansował do fazy  play-off, w której w ćwierćfinale zakończył rozgrywki po przegranej rywalizacji 3:0 z późniejszym finalistą rozgrywek, Bennet Cantù. Odszedł z klubu po sezonie 2011/2012.
10 lipca 2012 roku został trenerem Sutora Montegranaro. 13 października 2012 roku w przegrany 73:80 mecz domowy z Oknoplast Bolonia w ramach 3. kolejki fazy zasadniczej sezonie 2012/2013 osiągnął liczbę 800 meczów w Serie A w roli trenera. Jednak z klubem sezon 2012/2013 zakończył na 13. miejscu, natomiast sezon 2013/2014 na ostatnim, 16. miejscu, powodującym spadek z Serie A, po czym Recalcati podał się do dymisji.

### Reyer Venezia

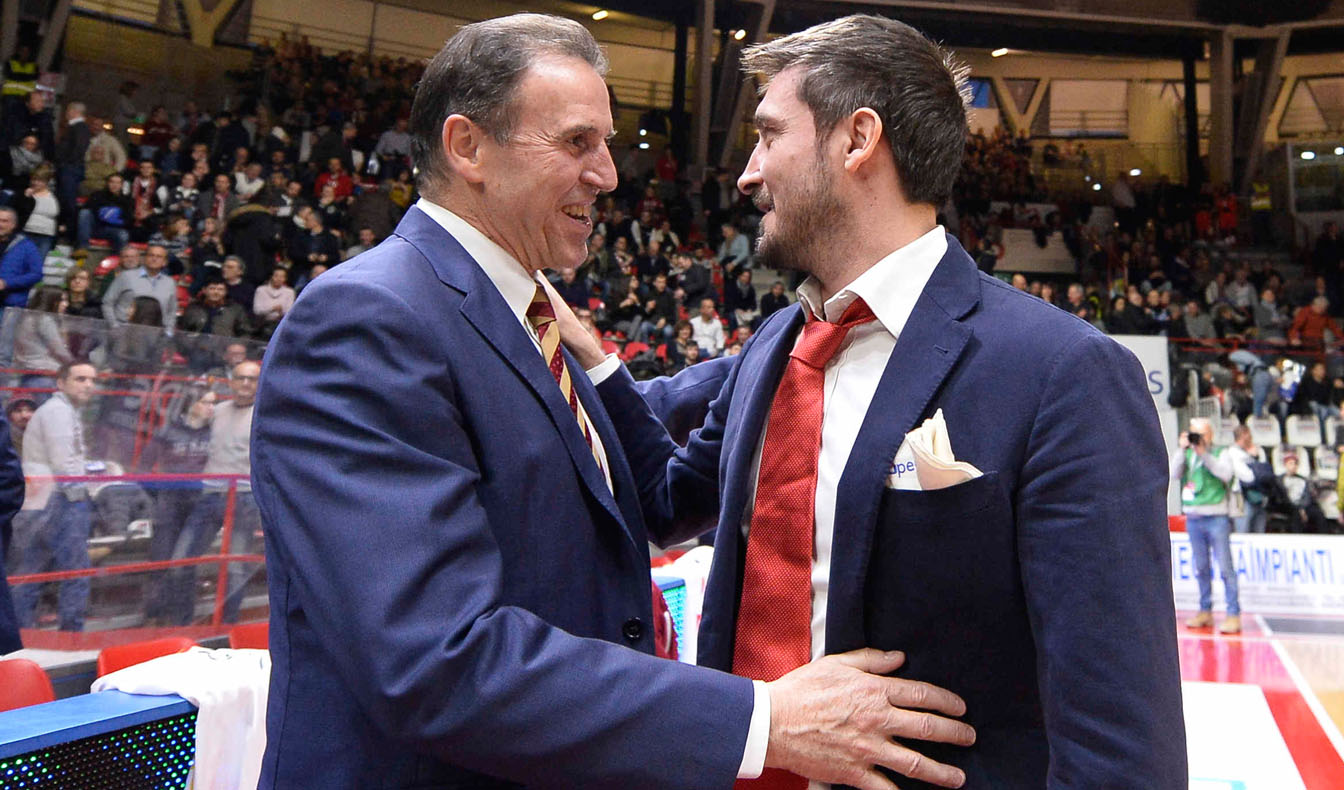
Carlo Recalcati z Gianmarco Pozzecco, ówczesnym trenerem Pallacanestro Varese, luty 2015 rok.

27 maja 2014 roku został trenerem Reyer Venezia, z którym w sezonie 2014/2015 najpierw zajął 2. miejsce w fazie zasadniczej, następnie po raz pierwszy w historii klubu awansował do półfinału, w którym przegrał rywalizację 4:3 z Grissin Bon Reggio Emilia.
10 maja 2015 roku po wygranym 90:67 meczu ostatniej, 30. kolejki fazy zasadniczej z Upea Capo d'Orlando pobił rekord Tonino Zorziego względem zwycięstw w Serie A w roli trenera (526. zwycięstwo), natomiast 27 maja 2015 roku po wygranym 88:73 u siebie w 5. meczu rywalizacji w ćwierćfinale z Acqua Vitasnella Cantù pobił rekord Ettore Messinę względem zwycięstw w fazie play-off Serie A w roli trenera (63. zwycięstwo).
15 lutego 2016 roku po przegranym 74:70 meczu domowym z Dinamo Sassari w ramach 20. kolejki fazy zasadniczej, został zwolniony, co wywołało niezadowolenie wśród kibiców klubu, którzy wspierali trenera, a jego następcą został jego asystent, Walter De Raffaele.

### Dalsza kariera
2 marca 2017 roku zastąpił Kyrylla Bol'šakova na stanowisku trenera Pallacanestro Cantù, wracając tym samym do klubu po 27 latach, jednak 1 sierpnia 2017 roku Recalcati odszedł z klubu.
16 stycznia 2018 roku zastąpił Lucę Banchiego na stanowisku trenera Auxilium Torino, jednak już 5 lutego 2018 roku podał się do dymisji.
W 2022 roku został asystentem selekcjonera Gianmarco Pozzecco w reprezentacji Włoch.

## Statystyki trenerskie
| Okres urzędowania | Okres urzędowania | Drużyna               | M    | Z   | P   |
| ----------------- | ----------------- | --------------------- | ---- | --- | --- |
| 1981              | 1984              | Alpe Bergamo          | 63   | 30  | 33  |
| 1984              | 1990              | Pallacanestro Cantù   | 271  | 170 | 101 |
| 1990              | 1995              | Viola Reggio Calabria | 174  | 91  | 83  |
| 1995              | 1996              | Aresium Milano        | 8    | 0   | 8   |
| 1996              | 1997              | Gaverina Bergamo      | 35   | 21  | 14  |
| 1997              | 1999              | Pallacanestro Varese  | 71   | 50  | 21  |
| 1999              | 2001              | Fortitudo Bolonia     | 83   | 66  | 17  |
| 2001              | 2009              | Włochy                | 229  | 157 | 72  |
| 2003              | 2006              | Mens Sana Siena       | 119  | 85  | 34  |
| 2010              | 2012              | Cimberio Varese       | 69   | 33  | 36  |
| 2012              | 2014              | Sutor Montegranaro    | 60   | 20  | 40  |
| 2014              | 2016              | Reyer Venezia         | 50   | 32  | 18  |
| 2017              | 2017              | Pallacanestro Cantù   | 10   | 4   | 6   |
| 2018              | 2018              | Auxilium Torino       | 6    | 1   | 5   |
| Razem             | Razem             | Razem                 | 1248 | 760 | 488 |

## Sukcesy

### Zawodnicze
Pallacanestro Cantù
- Mistrzostwo Włoch: 1968, 1975
- 3. miejsce w Serie A: 1971, 1972, 1973, 1974
- Europejski Puchar Zdobywców Pucharów: 1977, 1978, 1979
- Puchar Koracia: 1973, 1974, 1975
- Puchar Interkontynentalny: 1975

Reprezentacyjne
- 3. miejsce mistrzostw Europy U-18: 1964
- 3. miejsce mistrzostw Europy: 1971, 1975
- Srebrny medal igrzysk śródziemnomorskich: 1967

### Trenerskie
Alpe Bergamo
- Awans do Serie A1: 1983

Viola Reggio Calabria
- Awans do Serie A1: 1992

Pallacanestro Varese
- Mistrzostwo Włoch: 1999
- Finał Pucharu Włoch: 1999

Fortitudo Bolonia
- Mistrzostwo Włoch: 2000

Mens Sana Siena
- Mistrzostwo Włoch: 2004
- Superpuchar Włoch: 2004

Reprezentacja Włoch
- Wicemistrzostwo olimpijskie: 2004
- 3. miejsce mistrzostw Europy: 2003
- Złoty medal igrzysk śródziemnomorskich: 2005

### Indywidualne
- Koszykarski Oscar w kategorii Najlepszy Koszykarz: 1970, 1971, 1975
- Trofeum „Lunetta d'Oro”: 1973, 1974
- Trener Roku Serie A: 1999, 2004
- Galerii Sławy włoskiej koszykówki: 2007
- Nagroda Krajowa im. Nico Messiny: 2019

### Odznaczenia
- Orderem Zasługi Republiki Włoskiej IV Klasy: 2004
- Palma za zasługi trenerskie: 2019

## Życie prywatne
Carlo Recalcati ma żonę Giovannę, z którą wziął ślub w 1969 roku. Mają dwie córki: Gaię i Sarę.